# Papier abrasif

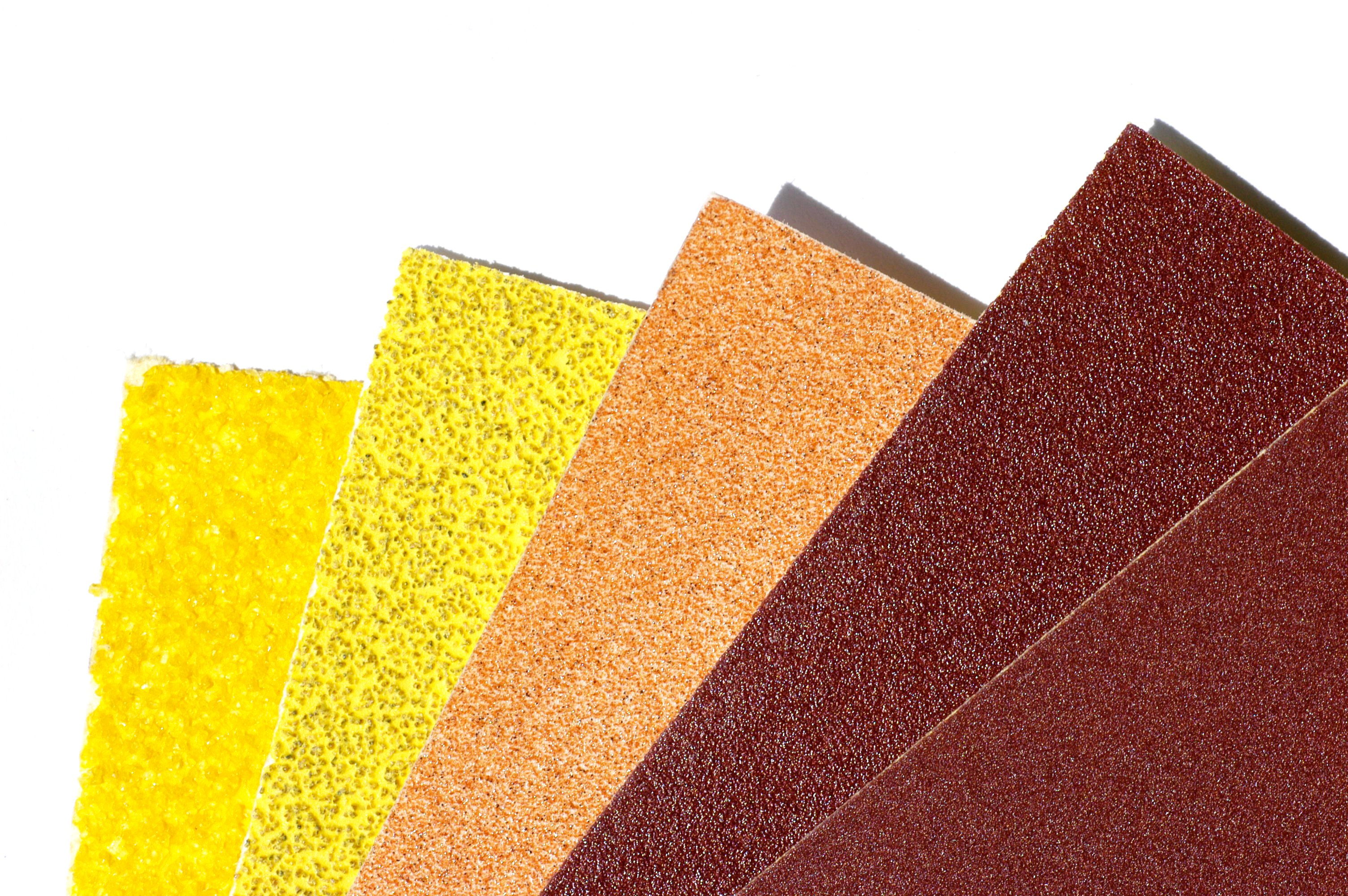
Feuilles de papier de verre de différents grains (40, 80, 150, 240 et 600).

Le papier abrasif, souvent improprement nommé papier de verre, appelé aussi papier sablé au Canada, est un papier à la surface duquel est fixé un matériau abrasif. Il est utilisé pour façonner ou polir la surface de divers matériaux comme le bois, les métaux ou la pierre afin de permettre de les ajuster, les assembler, les peindre ou les coller.

## Histoire
Le premier exemple connu de papier abrasif similaire au papier de verre moderne remonte à la Chine du XIIIe siècle. Il s'agissait de parchemin sur lequel des fragments de coquillages, de graines et/ou de sable étaient collés à l'aide de gomme naturelle. Néanmoins, on peut trouver plus anciennement un équivalent naturel qui est la peau de requin, laquelle était quelquefois utilisée comme papier abrasif. Celle-ci est d'ailleurs toujours utilisée comme râpe fine dans la cuisine japonaise. 
« Papier de verre » peut se comprendre littéralement, le verre forme d'efficaces particules abrasives, mais d'autres matériaux que le verre sont aujourd'hui utilisés et le terme « papier de verre » s'entend souvent au sens large. Le sable est souvent employé ; on parle d'ailleurs de « sandpaper » en anglais et de « papier sablé » au Québec, sa traduction littérale. Il est moins efficace car les particules perdent de leur abrasivité à l'usage. Dès le XVIIe siècle, un auteur anglais met en garde contre l'utilisation de papier abrasif bon marché fabriqué avec du sable et recommande le véritable papier « de verre ».
Dès 1833, la société de John Oakey à Londres produisait du papier de verre après avoir développé des procédés de collage et de fabrication permettant une production plus industrielle qu'auparavant. Un procédé concernant le papier abrasif à base de sable fut breveté dans l'État du Vermont aux États-Unis, le 14 juin 1834 par Isaac Fischer Jr.. 
En 1916, 3M invente un type de papier de verre vendu sous le nom « Wetordry » (marque déposée signifiant « humide ou sec » en anglais, toujours utilisée en 2019) dont le dos est imperméable. Cela permet l'utilisation d'eau comme lubrifiant, à l'instar des pierres à aiguiser type coticule, ce qui facilite la circulation des particules et réduit ainsi l'encrassement. Sa première application fut pour la finition des peintures automobiles.
Parmi les usages détournés du papier de verre, on peut citer son utilisation comme surface en art plastique principalement par Joan Miró et comme instrument de musique avec Leroy Anderson qui a composé un Ballet pour papier de verre.

## Types de papiers abrasifs

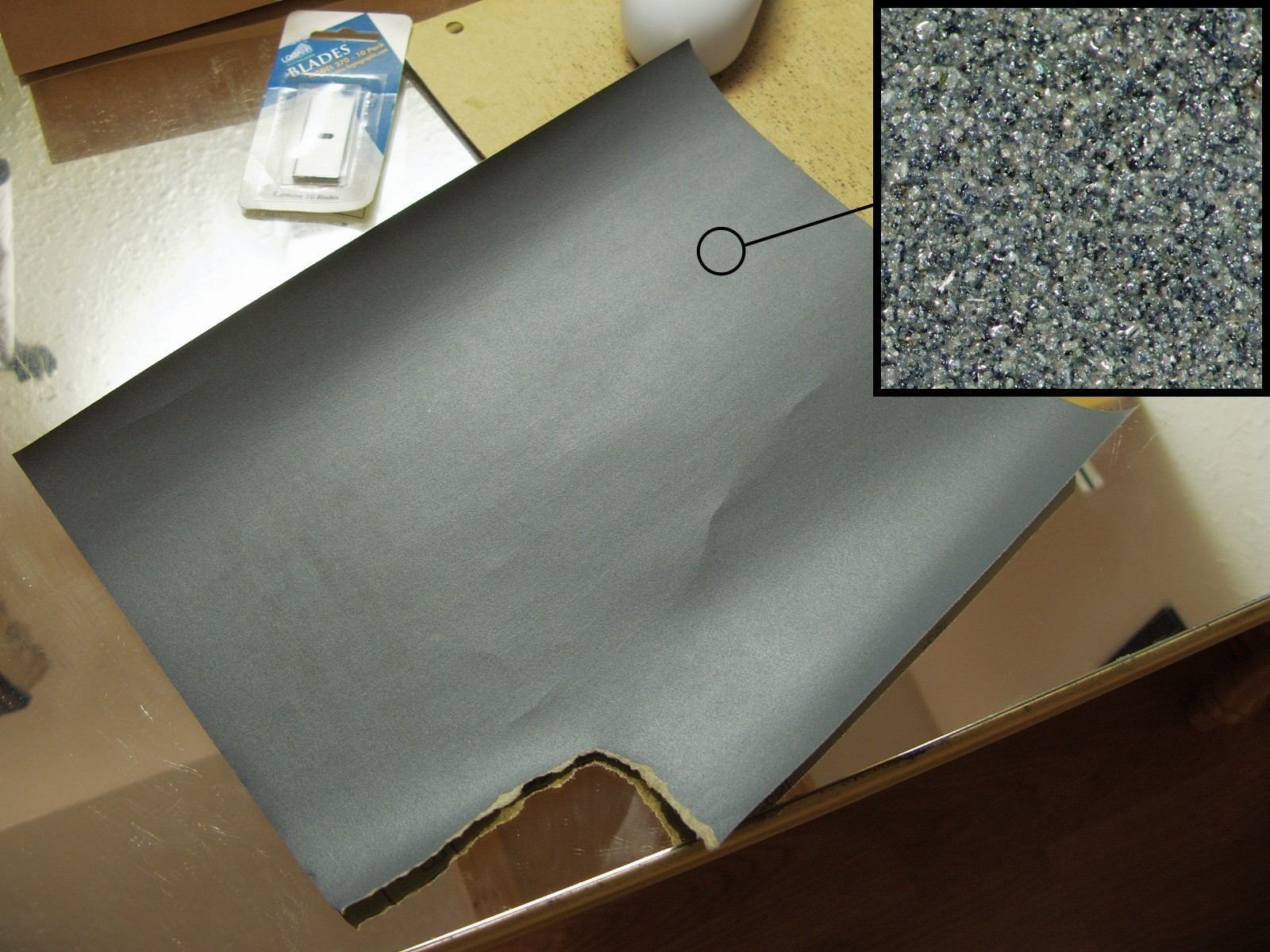
Papier de grain 320 en SiC.

Il existe un grand nombre de variétés de papier de verre, en fonction de la nature du papier lui-même, de la composition, la taille des particules abrasives et du liant.

### Support
Outre le papier, le support peut être en tissu, en polymère ou en fibres synthétiques. Les supports textiles sont utilisés pour les disques et rouleaux, tandis que les papiers de verre à grains extrêmement fins font appel au mylar. Des matériaux dits « composites » de fibres et de papier sont utilisés pour fournir des supports très résistants au déchirement.
Pour les papiers, on désigne le grammage par une lettre de A, le plus léger, à F. Pour les supports textiles, on utilise les lettres J, X, Y, T, et M dans cet ordre du plus fin au plus épais. Un support plus fin, plus flexible, permet de suivre les contours irréguliers d'une pièce. Dans le cas des pièces mobiles, disques et rouleaux utilisés par des machines, on peut coller le papier abrasif lui-même sur une structure séparée.

### Matériau abrasif

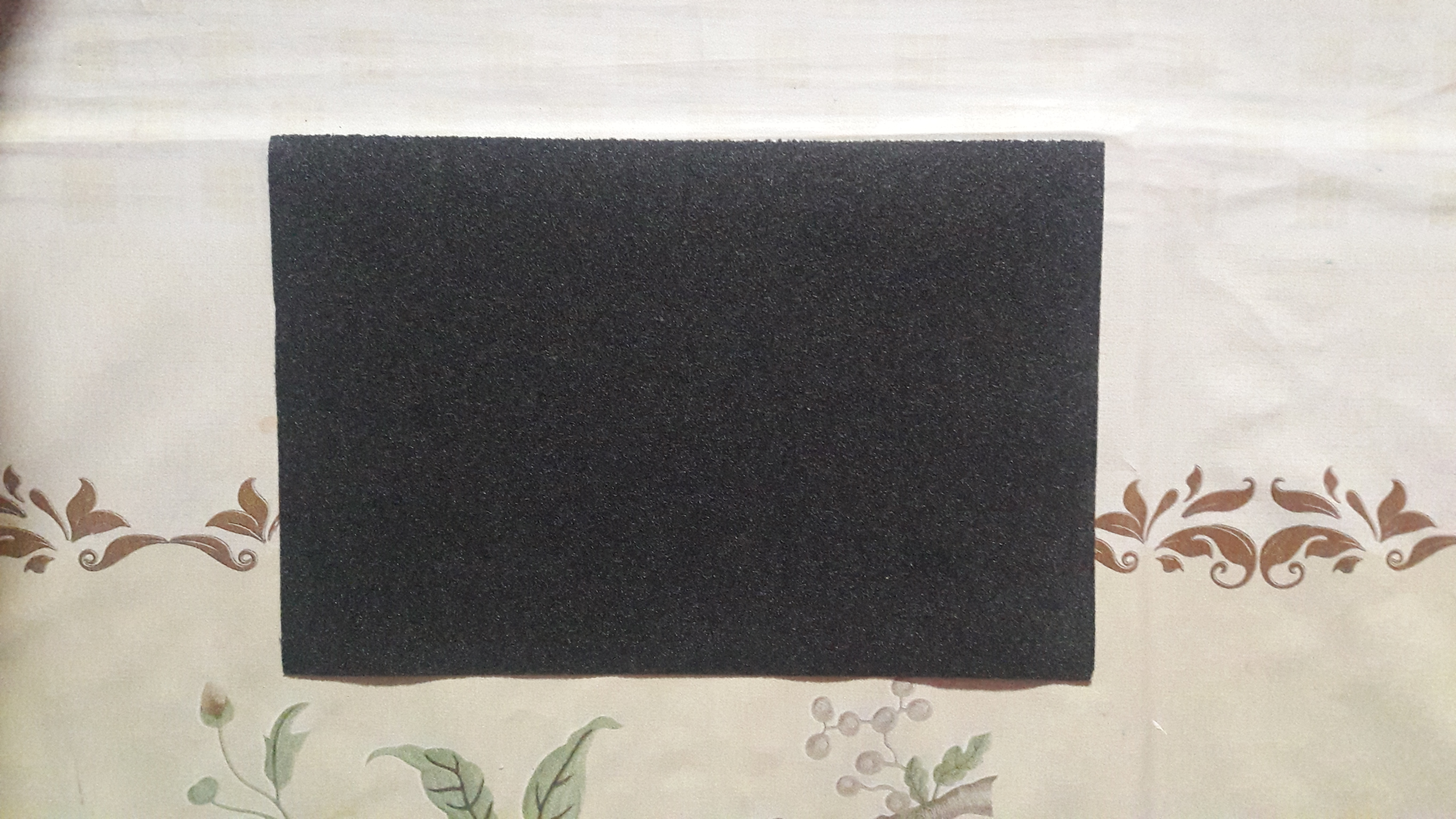
Feuille de toile émeri dont le composant abrasif est l'oxyde d'aluminium.

On rencontre les particules suivantes :
- Silex, qui n'est plus guère utilisé.
- Grenat, courant pour les papiers de verres utilisés sur le bois.
- Émeri, plutôt pour le travail des métaux.
- Alumine, l'un des plus courants. Pour des grains très fins on peut le déposer par procédé sol-gel.
- Carbure de silicium, disponible des grains les plus grossiers aux micrograins, utilisé pour polir les pierres calcaires.
- Mélanges d'oxydes d'aluminium et zirconium, plutôt pour les outils abrasifs pour machine.
- Oxyde de chrome pour des grains micrométriques.
- Acier très dur inoxydable.
- Diamant pour les matériaux extrêmement durs comme la zircone, le saphir ou le carbure de tungstène.

Les grains peuvent être imprégnés de stéarates qui jouent un rôle lubrifiant.

### Liants
Différents adhésifs sont utilisés pour fixer les particules abrasives sur le support. Les adhésifs traditionnels d'origine animale sont encore parfois employés mais ils ne supportent pas les températures élevées atteintes lorsque le papier de verre est entrainé par une machine, ni l'eau. Pour cette raison, on utilise souvent désormais des résines synthétiques.

### Formats
Les papiers abrasifs sont vendus sous plusieurs formats :
- feuilles, de plusieurs tailles
- rouleaux
- disques
- rubans

## Table des tailles de grains
Des grains de grande taille permettent de retirer rapidement de la matière, tandis que les grains plus fins servent à la finition. Un même travail demandera donc souvent l'utilisation successive de plusieurs papiers abrasifs de plus en plus fins.
La nomenclature la plus employée pour la taille des grains est celle de la famille des normes ISO 6344 (le chiffre correspond au nombre de mailles par pouce du tamis de calibrage : P150 = 150 mailles par pouce), aussi utilisée pour les pierres à aiguiser.
La nomenclature FEPA est la même que l'ISO.
|                                                      | Nomenclature ISO/FEPA | Nomenclature CAMI | Taille moyenne des grains (µm) |
| ---------------------------------------------------- | --------------------- | ----------------- | ------------------------------ |
| MACROGRAINS                                          |                       |                   |                                |
| Très grossier (attaque très rapidement la matière)   | P12                   |                   | 1 815                          |
| Très grossier (attaque très rapidement la matière)   | P16                   |                   | 1 324                          |
| Très grossier (attaque très rapidement la matière)   | P20                   |                   | 1 000                          |
| Très grossier (attaque très rapidement la matière)   | P24                   |                   | 764                            |
| Très grossier (attaque très rapidement la matière)   |                       | 24                | 708                            |
| Très grossier (attaque très rapidement la matière)   | P30                   |                   | 642                            |
| Très grossier (attaque très rapidement la matière)   |                       | 30                | 632                            |
| Très grossier (attaque très rapidement la matière)   |                       | 36                | 530                            |
| Très grossier (attaque très rapidement la matière)   | P36                   |                   | 538                            |
| Grossier                                             | P40                   | 40                | 425                            |
| Grossier                                             |                       | 50                | 348                            |
| Grossier                                             | P50                   |                   | 336                            |
|                                                      |                       | 60                | 265                            |
| P60                                                  |                       | 269               |                                |
| P80                                                  |                       | 201               |                                |
|                                                      | 80                    | 190               |                                |
| Travail du bois                                      | P100                  |                   | 162                            |
| Travail du bois                                      |                       | 100               | 140                            |
| Travail du bois                                      | P120                  |                   | 125                            |
| Travail du bois                                      |                       | 120               | 115                            |
| Finition du bois nu                                  | P150                  |                   | 100                            |
| Finition du bois nu                                  |                       | 150               | 92                             |
| Finition du bois nu                                  | P180                  | 180               | 82                             |
| Finition du bois nu                                  | P220                  | 220               | 68                             |
| MICROGRAINS                                          |                       |                   |                                |
|                                                      | P240                  |                   | 58,5                           |
|                                                      | 240                   | 53,0              |                                |
| P280                                                 |                       | 52,2              |                                |
| P320                                                 |                       | 46,2              |                                |
| P360                                                 |                       | 40,5              |                                |
|                                                      |                       | 320               | 36,0                           |
| P400                                                 |                       | 35,0              |                                |
| P500                                                 |                       | 30,2              |                                |
|                                                      | 360                   | 28,0              |                                |
| P600                                                 |                       | 25,8              |                                |
|                                                      |                       | 400               | 23,0                           |
| P800                                                 |                       | 21,8              |                                |
|                                                      | 500                   | 20,0              |                                |
| P1000                                                |                       | 18,3              |                                |
|                                                      | 600                   | 16,0              |                                |
| P1200                                                |                       | 15,3              |                                |
| Ultra fin (par exemple pour la finition de peinture) | P1500                 | 800               | 12,6                           |
| Ultra fin (par exemple pour la finition de peinture) | P2000                 | 1 000             | 10,3                           |
| Ultra fin (par exemple pour la finition de peinture) | P2500                 |                   | 8,4                            |